# Municipio de Ascensión
El Municipio de Ascensión es uno de los 67 municipios en que se encuentra dividido el estado mexicano de Chihuahua, situado al norte del estado en la región del desierto, su cabecera es Ascensión.

## Geografía
Está situado al norte del estado, en la frontera con Estados Unidos, en particular con el estado de Nuevo México en donde limita con el Condado de Luna, con el Condado de Doña Ana y con el Condado de Hidalgo, y en el estado limita al oeste con el municipio de Janos, al este con el municipio de Juárez, al sureste y sur con el municipio de Ahumada y al sur con los municipios de Buenaventura y Nuevo Casas Grandes; tiene una extensión territorial de 11,000.10 km² que constituye el 4.45% de la superficie del estado, es el cuarto municipio más grande del estado y el 17 más grande del país.

### Orografía e hidrografía
El territorio es en mayor parte plano, la mayor parte en el Desierto de Chihuahua, aunque atravesado por algunas serranías de poca altura, dentro del territorio se encuentran parte de los Médanos de Samalayuca. La hidrografía pertenece mitad oeste del territorio a la Cuenca del río Casas Grandes y la mitad este a la Cuenca del río Santa María, ambas pertenecientes de la Región hidrológica Cuencas Cerradas del Norte, destacan las corrientes del Río Casas Grandes y el Río Santa María, que desembocan en la Laguna de Guzmán y la Laguna de Santa María respectivamente, aunque solo en épocas de fuertes lluvias, la mayor parte del tiempo estos ríos se encuentran completamente secos y sus lagunas se convierte en valles salinos, estos ríos son dos de los únicos cinco importantes que pertenecen a una vertiente interior en México.

### Clima y ecosistemas
El clima es árido extremoso y con escasas lluvias, con temperaturas extremas que van de los 44 °C a los -29 °C registrada en Rancho los Lamentos la cual es la temperatura record más fría de México, el clima se clasifica oficialmente como Muy seco templado en todo el territorio municipal, la temperatura media anual que se registra va de los 16 a los 18 °C, la precipiación promedio anual es de 200 a 300 mm la segunda más baja del estado de Chihuahua.
La flora está representada por plantas del desierto, entre las que destacan yuca, agave, cactáceas, mezquite, biznaga y gobernadora; el territorio se divide en diversas zonas en donde se encuentran pastizales, matorral y zonas completamente desérticas. La fauna está representada por bisonte, gato montés, puma, coyote, entre otras.
| Mapas geográficos de Ascensión |        |
|                                |        |
| Relieve e hidrología           | Climas |

## Demografía

Principales localidades

Según el Censo de Población y Vivienda de 2020 realizado por el Instituto Nacional de Estadística y Geografía, la población del municipio es de 26 093 habitantes, de los cuales 50.7% son hombres y 49.3% son mujeres.

### Localidades
En el censo de 2020 el municipio de Ascensión contaba con 170 localidades.
| Código INEGI      | Localidad               | Población (2020) |
| ----------------- | ----------------------- | ---------------- |
| 080050001         | Ascensión               | 15 054           |
| 080050068         | Puerto Palomas de Villa | 6 054            |
| 080050034         | Guadalupe Victoria      | 1 040            |
| Otras localidades | Otras localidades       | 3 945            |
| Total municipal   | Total municipal         | 26 093           |

## Política
El gobierno del municipio le corresponde al Ayuntamiento, que está conformado por un Presidente Municipal, un síndico y diez regidores, seis de mayoría y cuatro de representación proporcional. Son electos para un periodo de tres años no reelegible para el periodo inmediato y entran a ejercer su cargo el día 10 de octubre del año de su elección.

### División administrativa
El municipio incluye una sección municipal, que es: Puerto Palomas.

### Representación legislativa
Para elección de diputados federales y locales, el municipio se encuentra integrado en:
Local:
- Distrito electoral local 1 de Chihuahua con cabecera en Nuevo Casas Grandes.

Federal:
- Distrito electoral federal 3 de Chihuahua con cabecera en Ciudad Juárez.

### Presidentes municipales
- (1992 - 1995): Manuel Galván Apodaca
- (1995 - 1998): Oswaldo Blancas Fernández
- (1998 - 2001): Luis Carlos Rentería Torres
- (2001 - 2004): Fernando Castañeda Barraza
- (2004 - 2007): Julio César Apodaca Prieto
- (2007 - 2010): Rafael Lorenzo Camarillo Rentería
- (2010 - 2013): Jaime Domínguez Loya
- (2013 - 2016): Sergio González Sarabia
- (2016 - 2018): Noel Dolores Loya Lozano
- (2018 - 2021): Laura Romero García
- (2021 - 2023): Ivonne de la Hoya Venzor